# Sainte-Séraphine
Sainte-Séraphine är en kommun av typen socken (municipalité de paroisse) i provinsen Québec i Kanada. Den ligger i regionen Centre-du-Québec, i den sydöstra delen av landet, 280 km öster om huvudstaden Ottawa. Antalet invånare var 441 vid folkräkningen 2021. Landarean är 76 kvadratkilometer.